# Andrzej Mikołajków
Andrzej Tadeusz Mikołajków (ur. 1 czerwca 1937 w Dębicy) – polski Sprawiedliwy wśród Narodów Świata.

## Życiorys
Andrzej Mikołajków urodził się 1 czerwca 1937 r. w Dębicy jako syn pielęgniarki Leokadii i lekarza Aleksandra Mikołajkowów. Wychował się tamże ze starszym bratem Leszkiem w domu pod adresem Kościuszki 248. Jako dziecko przenosił do dębickiego getta przygotowane przez rodziców paczki z lekarstwami i prowiantem. Rodzina Mikolajkowów opiekowała się 13 osobami z żydowskiej rodziny Reich do 20 sierpnia 1944 r., dnia zajęcia Dębicy przez Armię Czerwoną. Przez blisko 2 lata Andrzej współukrywał członków rodziny Reich w piwnicy, garażu oraz na strychu rodzinnej kamienicy, która sąsiadowała z siedzibą Gestapo. Po wyzwoleniu Reichowie wyemigrowali z Polski i trafiwszy do obozu przejściowego dla przesiedleńców w Austrii, zaczęli wysyłać Mikołajkowom paczki pomocowe, nie zaprzestając po emigracji do USA. Efraim Reich został rabinem w Brooklynie w Nowym Jorku.
25 lipca 1989 r. Andrzej Mikołajków został uznany przez Instytut Jad Waszem za Sprawiedliwego wśród Narodów Świata. Razem z nim odznaczony został jego brat Leszek Mikołajków. Wcześniej, w 1980 r. tym samym odznaczeniem uhonorowano Leokadię i Aleksandra Mikołajkowów. W 2016 został odznaczony Krzyżem Komandorskim Orderu Odrodzenia Polski.
Członek Zarządu Głównego Polskiego Towarzystwa Sprawiedliwych wśród Narodów Świata.

## Nawiązania w kulturze
Film dokumentalny Jany Wright i Anety Naszyńskiej Druga Prawda przedstawia historię rodziny Mikołajkowów. Zbigniew Szurek oparł książkę Rodzina Mikołajkowów (próba biografii). Ofiarność. Odwaga. Poświęcenie na historii niesienia pomocy społeczności żydowskiej przez Mikołajkowów.